# Anisotes ukambensis
Anisotes ukambensis är en akantusväxtart som beskrevs av Gustav Lindau. Anisotes ukambensis ingår i släktet Anisotes och familjen akantusväxter. Inga underarter finns listade i Catalogue of Life.